# Walter Baade
Walter Baade, född 24 mars 1893, död 25 juni 1960, var en tysk astronom. Under åren 1935 till 1959 arbetade han i USA och var verksam på Mount Wilsonobservatoriet och Palomarobservatoriet.

## Biografi
Under sitt arbete vid Mount Wilsonobservatoriet drog han fördel av krigstidens minskade ljusföroreningar till följd av mörkläggning o.d., vilket gjorde det möjligt för honom att för första gången kunna särskilja individuella stjärnor i Andromedagalaxen. 
Detta ledde honom fram till upptäckten av det s.k. populationsfenomenet, vilket innebär att stjärnor i olika delar av en galax har olika struktur (Population I och Population II), vilket i sin tur kan sättas i samband med olikhet i stjärnornas ålder.
Samma observationer ledde till upptäckten av två typer av Cepheidvariabler (pulserande stjärnor) vilka kommer till hjälp vid bestämning av intergalaktiska avstånd. Upptäckten gav vid handen att den dittills antagna kosmiska avståndsskalan för galaxerna (beräknad av Edwin Hubble år 1929), var felaktig och att den minst måste fördubblas. Baades tillkännagivande av upptäckten vid 1952 års möte i Rom med den Internationella Astronomiska Unionen, ledde till stor förvåning bland hans kollegor.
Tillsammans med Fritz Zwicky definierade han supernova som en ny kategori av astronomiska objekt. Zwicky och Baade förutsade också förekomsten av neutronstjärnor och att supernovor kunde bilda neutronstjärnor.
Med början 1952 identifierade han och Rudoph Minkowski optiska motsvarigheter till olika radiokällor i rymden. Han upptäckte tio asteroider, bl.a. den speciella 944 Hidalgo (lång omloppstid) och Apolloklass-asteroiden 1566 Icarus (vars perihelium är närmare än det hos Merkurius) och Amor-asteroiden 1036 Ganymed.

## Asteroider upptäckta av Walter Baade
| 930 Westphalia | 10 mars 1920    |
| 934 Thüringia  | 15 augusti 1920 |
| 944 Hidalgo    | 31 oktober 1920 |
| 966 Muschi     | 9 november 1921 |
| 967 Helionape  | 9 november 1921 |
| 1036 Ganymed   | 23 oktober 1924 |
| 1103 Sequoia   | 9 november 1928 |
| 1566 Icarus    | 27 juni 1949    |
| 5656 Oldfield  | 8 oktober 1920  |
| 7448 Pöllath   | 14 januari 1948 |

## Utmärkelser

### Priser
- Royal Astronomical Society guldmedalj (1954).
- Bruce-medaljen (1955).
- Henry Norris Russell docentur av American Astronomical Society (1958).

### Namngivningar
- Asteroiden 1501 Baade.[11]
- Kratern Baade på Månen.[12]
- Vallis Baade, en dal på Månen.
- Ett av de två Magellan-teleskopen.
- Asteroiden 966 Muschi, efter hans hustrus smeknamn.[13]